# Marguerite Courtin
Marguerite Courtin, Madame de Vantelet, var en engelsk (fransk) hovfunktionär.
Hon var hovdam till Englands drottning Henrietta Maria av Frankrike. Hon var hovdam åt Henrietta Maria sedan dennas barndom och följde henne till England 1625. Hon var Henriettas favorithovdam, och då hela den franska sviten sändes hem, var Vantelet den enda som tilläts stanna. I egenskap av gunstling uppvaktades hon av supplikanter och omtalas i diplomaternas rapporter. 